# Ураган в долині
«Ураган в долині» — радянський художній фільм 1972 року, знятий режисером Тахіром Сабіровим на кіностудії «Таджикфільм».

## Сюжет
Керівник великого колгоспу Джахонгір багато років мріє переселити земляків із гірського кішлаку на родючі землі долини.

## У ролях
- Мухамеджан Рабієв — Джахонгір
- Софія Туйбаєва — Мастон-бібі
- Іскандар Абдуллаєв — Хабіб
- Маліка Калантарова — Гульчехра
- Сайрам Ісаєва — Рохат
- Хашим Гадоєв — Ярматов
- Самаріддін Сагдієв — дід Каміль
- Юсуф Азізбаєв — Юсуф
- А. Джураєв — Анвар
- Людмила Хитяєва — Галина Сергіївна Кравцова
- Юрій Чекулаєв — Потьомкін
- Ходжакулі Рахматуллаєв — Рахімов
- Ф. Ісматов — епізод
- М. Мухамеджанов — епізод
- А. Мірзоалієв — епізод
- Леонід Карнєєв — епізод
- Дільбар Умарова — епізод
- Ізат Султанов — епізод
- Усман Салімов — епізод
- Ф. Умаров — епізод
- Мухаммад Халілов — епізод
- Раджабалі Хусейнов — епізод
- Рано Хамраєва — журналістка

## Знімальна група
- Режисер — Тахір Сабіров
- Сценарист — Ігор Луковський
- Оператор — Віктор Мірзаянц
- Композитор — Пімен Тьомкін
- Художник — Володимир Артиков